# Шикторов, Иван Сергеевич
Иван Сергеевич Шикторов (1908—1978) — с 1939 — до 1943 года заместитель начальника Управления НКВД по Ленинградской области, после разделения НКВД СССР на НКГБ и НКВД в феврале 1943 г. Начальник Управления НКВД — МВД по Ленинградской области 1943—1948 год, а затем с 1949 по 1952 Начальник МВД по Ленинградской области, комиссар милиции 2-го ранга (генерал-лейтенант).

## Биография
И. С. Шикторов родился 6 (19) мая 1908 года в деревне Горны (ныне — в Бежецком районе Тверской области).
Член ВКП(б) с 1928, окончил электромеханический факультет Ленинградского политехнического института в 1935. Директор электромеханического завода «Электрик» в Ленинграде, откуда в 1930-е был выдвинут на пост заместителя начальника Ленинградского областного управления НКВД. Через какое-то время в конце 1940-х годов И. В. Сталин поручил ему возглавить комиссию по расследованию деятельности А. П. Завенягина в Норильске (имелась в виду вредительская деятельность).
Проведя в Норильске расследование, опроверг все доносы и домыслы, и соответствующий доклад представил И. В. Сталину, чем вызвал его недовольство. Следствием этого явилось снятие его с поста начальника Ленинградского управления НКВД и направление в ГУЛаг на строительство Волго-Донского канала.
С 1943 по 1948 начальник Управления НКВД — МВД по Ленинградской области, с 1948 по 1949 начальник Управления МВД по Свердловской области, с 1949 по 1952 опять начальник Управления МВД по Ленинградской области. Начальник Управления строительства МВД Волго-Донского морского пути с 1949 по 1952. С 1952 заместитель начальника Управления строительства МВД Куйбышевгидростроя .
1963—1964 Начальник Управления «Асуанспецстрой» Государственного производственного комитета по энергетике и электрификации СССР.

## Награды
- 2 ордена Ленина (5 августа 1944, 19 сентября 1952)
- Орден Красного Знамени (20 сентября 1943)
- Орден Трудового Красного Знамени (2 апреля 1939)
- Орден Красной Звезды (28 ноября 1941)
- Медаль «За отвагу» (21 февраля 1942)

## Память
Гранитная мемориальная доска, посвящённая Ивану Сергеевичу Шикторову на шлюзе № 13 в Волгограде открыта в 1980.